# پیمان صلح مسکو

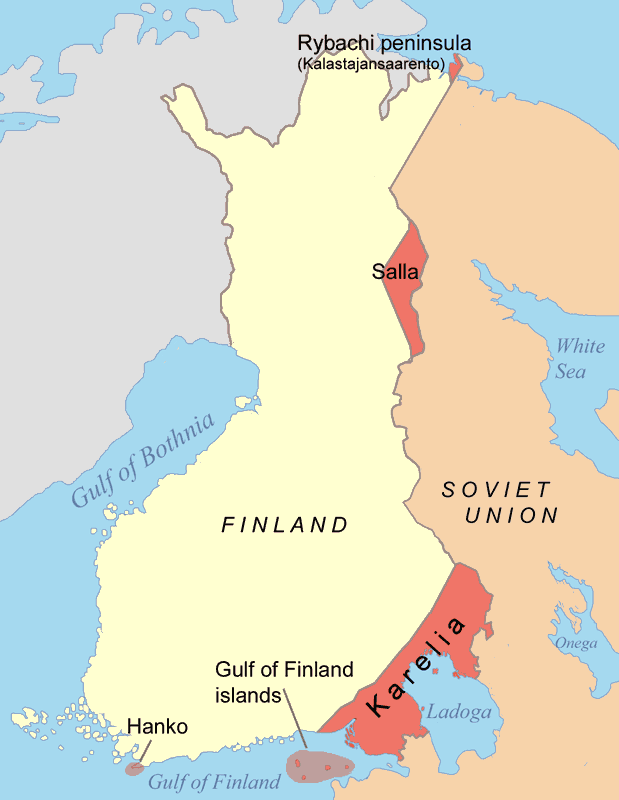
مناطق واگذار شده فنلاند به شوروی

پیمان صلح مسکو، پیمانی بود که ۱۲ مارس سال ۱۹۴۰ توسط فنلاند و اتحاد جماهیر شوروی امضا شد و ۲۱ مارس به تصویب رسید و پایان جنگ صد و پنج‌روزه «زمستان» را مشخص کرد.این پیمان بخش‌هایی از فنلاند را به شوروی واگذار کرد.به هر حال این پیمان استقلال فنلاند را حفظ کرد و به تلاش‌های شوروی برای الحاق کردن فنلاند به خاک خود،پایان داد.